# Dom Mintoff
Dominic "Dom" Mintoff KUOM (em maltês:  Duminku Mintoff, frequentemente chamado de il-Perit, "o Arquiteto"; Cospicua, 6 de agosto de 1916 – Tarxien, 20 de agosto de 2012)  foi um político socialista maltês, arquiteto e engenheiro civil que foi líder do Partido Trabalhista de 1949 a 1984 e foi o 8º primeiro-ministro de Malta de 1955 a 1958, quando Malta ainda era uma colônia britânica, e novamente, após a independência, de 1971 a 1984.  O seu mandato como Primeiro-ministro viu a criação de um estado de bem-estar social abrangente, a nacionalização de grandes corporações, um aumento substancial no padrão de vida geral e o estabelecimento da república maltesa,    mas foi mais tarde marcado por uma economia estagnada, um aumento do autoritarismo e surtos de violência política.    

## Infância e educação
Mintoff nasceu em 6 de agosto de 1916, o terceiro e mais velho irmão de nove, filho de Lawrence (ou Laurence) "Wenzu" Mintoff (que veio de uma antiga família gozitana) e sua esposa, Concetta Farrugia (conhecida em maltês como Ċetta tax-Xiħ).  Ele foi batizado no dia seguinte em sua cidade natal, Bormla, no Santuário da Imaculada Conceição.  Seu pai era um cozinheiro local empregado pela Marinha Real Britânica e sua mãe tinha fama de ter sido uma corretora de penhores ou agiota.  Ele frequentou um seminário, mas não entrou para o sacerdócio. No entanto, um de seus irmãos se tornou padre e uma de suas irmãs se tornou freira. Dom matriculou-se na Universidade de Malta. Formou-se Bacharel em Ciências e, mais tarde, em Arquitetura e Engenharia Civil (1937). No mesmo ano, ele recebeu uma bolsa Rhodes e continuou seus estudos no Hertford College, Oxford, onde obteve um mestrado em ciências e engenharia em 1939. 

## Carreira política

### Início da carreira política (1935–1949)
Após um breve período como funcionário do clube do Partido Trabalhista de Bormla, Mintoff foi Secretário-Geral do Partido Trabalhista entre 1935 e 1945 (renunciando brevemente para prosseguir seus estudos no exterior). Ele foi eleito pela primeira vez para um cargo público em 1945, no Conselho de Governo. No mesmo ano, Mintoff foi eleito vice-líder do partido com uma ampla margem que o colocou em uma posição indiscutível como sucessor, se não um desafiante, do líder do partido Paul Boffa. Após a vitória do Partido Trabalhista nas urnas em 1947, foi nomeado vice-primeiro-ministro e ministro das Obras Públicas e Reconstrução, supervisionando grandes projetos públicos do pós-guerra. 

### Líder do Partido Trabalhista (1949–1984)

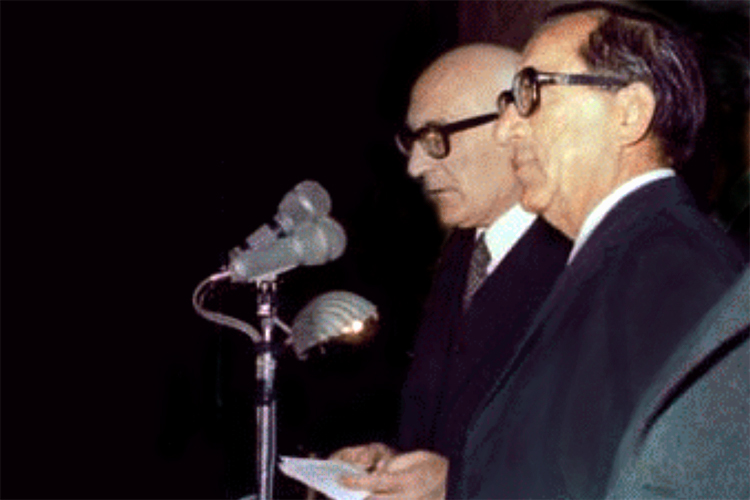
Proclamação da República de Malta, 1974; Presidente Anthony Mamo e Primeiro-ministro Dom Mintoff

#### Primeiros dois mandatos
A forte posição e ambição de Mintoff levaram a uma série de crises no Gabinete. Uma divisão no Partido Trabalhista ocorreu quando Boffa, que estava pronto para um acordo e moderação com as autoridades coloniais, renunciou e formou o Partido dos Trabalhadores de Malta, e Mintoff refundou o Partido Trabalhista como o "Partido Trabalhista de Malta", do qual assumiu a liderança. A divisão resultou no enfraquecimento de ambos os partidos e foi somente em 1955, depois de permanecer fora do governo por três legislaturas consecutivas, que o Partido Trabalhista foi eleito para o cargo com Mintoff como primeiro-ministro. A principal plataforma política deste governo – a integração com o Reino Unido – levou à deterioração das relações do Partido com a Igreja Católica, levando à interdição pela Igreja, o que resultou na votação trabalhista sendo declarada um pecado mortal, levando todos os que desafiaram a Igreja a serem informalmente conhecidos como "Suldati tal-Azzar" ("Soldados de Aço"). O Partido Trabalhista perdeu as duas eleições subsequentes em 1962 e 1966, e boicotou as celebrações da Independência em 1964 devido a desacordos com os acordos de Independência que ainda davam uma boa quantidade de poder ao Governo Britânico. 
Após o fim da interdição em 1964 e a melhoria do relacionamento com a Igreja Católica em 1969, Dom Mintoff foi eleito primeiro-ministro quando o Partido Trabalhista venceu as eleições gerais de 1971 e imediatamente decidiu renegociar os acordos militares e financeiros pós-Independência com o Reino Unido. O governo também empreendeu programas de nacionalização de estilo socialista, esquemas de substituição de importações e a expansão do setor público, do setor coletivo e do estado de bem-estar social. As leis trabalhistas foram revisadas e a igualdade de gênero foi introduzida no pagamento de salários. No caso do direito civil, o casamento civil (não religioso) foi introduzido e a sodomia, a homossexualidade e o adultério foram legalizados. Através de um pacote de reformas constitucionais acordadas com o partido da oposição, Malta declarou-se uma república em 1974.  Em 1979, as últimas tropas britânicas deixaram Malta. 

#### Problemas sociais e políticos na década de 1980
O Partido Trabalhista foi confirmado no poder nas eleições de 1976. Em 1981, em meio a alegações de manipulação eleitoral, o Partido conseguiu manter a maioria parlamentar, embora o Partido Nacionalista da oposição tenha conseguido a maioria absoluta dos votos.  Uma grave crise política ocorreu quando os parlamentares nacionalistas se recusaram a aceitar o resultado eleitoral e também se recusaram a assumir seus assentos no parlamento durante os primeiros anos da legislatura. Mintoff chamou essa ação de "perversa", mas não era incomum em qualquer democracia parlamentar com resultados eleitorais contestados. Ele propôs ao seu grupo parlamentar que fossem realizadas novas eleições, mas a maioria dos membros do seu grupo parlamentar rejeitou a sua proposta, pois era provável que o resultado anterior se repetisse. Mintoff permaneceu como primeiro-ministro até 1984, período em que suspendeu o trabalho do Tribunal Constitucional durante as discussões com a Oposição para alterar a Constituição.  Ele renunciou ao cargo de primeiro-ministro e líder do partido aos 68 anos em 1984 (embora tenha mantido seu assento parlamentar), abrindo caminho para seu vice-primeiro-ministro, Karmenu Mifsud Bonnici, sucedê-lo. 
Para as eleições de 1981, o Partido Nacionalista da oposição, revigorado com um novo líder e apoiado por vários partidos conservadores e democratas-cristãos da Europa Ocidental,  parecia preparado para um sério desafio a Mintoff. De fato, naquela eleição, o Partit Nazzjonalista obteve a maioria absoluta dos votos, mas conseguiu apenas 31 assentos, contra 34 do Partido Trabalhista de Malta. Mintoff disse que não estaria pronto para governar em tais condições e deu a entender que convocaria novas eleições dentro de seis meses. No entanto, a pressão dos membros do partido forçou Mintoff a fazer o contrário: Mintoff acabou aceitando o convite do presidente para formar um governo. Isso levou a uma crise política cujos efeitos continuaram durante grande parte da década de 1980, caracterizada pela desobediência civil em massa e protestos liderados pelo líder da oposição Eddie Fenech Adami, bem como pelo aumento da violência política, como a Segunda-feira Negra.

### Parlamentar trabalhista (1984–1998)
Mintoff renunciou ao cargo de primeiro-ministro e líder do Partido Trabalhista em 1984, mantendo sua cadeira parlamentar e continuando como parlamentar de base do governo. Ele foi sucedido por Karmenu Mifsud Bonnici. Mintoff foi fundamental para convencer seus colegas parlamentares a apoiar emendas constitucionais, garantindo maioria parlamentar para o partido, alcançando a maioria absoluta dos votos. Assim, evitou-se uma repetição de 1981, e o Partit Nazzjonalista venceu as eleições de 1987. O Partido Trabalhista entrou na oposição pela primeira vez em dezesseis anos. Ele disputou com sucesso as eleições de 1992 e 1996. No entanto, havia uma crescente divergência entre Mintoff, visto como Velho Trabalhista, e Alfred Sant, o novo líder trabalhista. As coisas chegaram ao auge em 1998, quando o governo trabalhista estava negociando o arrendamento de uma marina para iates em Birgu. Mintoff acabou votando contra a moção do governo, que foi derrotada. O Primeiro-ministro viu isso como uma perda de confiança e o Presidente, seguindo o conselho do Primeiro-Ministro Sant, dissolveu o Parlamento e eleições foram realizadas. Esta foi a primeira vez, desde a guerra, que o nome de Mintoff não estava no boletim de voto e o Partido Trabalhista de Malta perdeu pesadamente. 

### Política externa

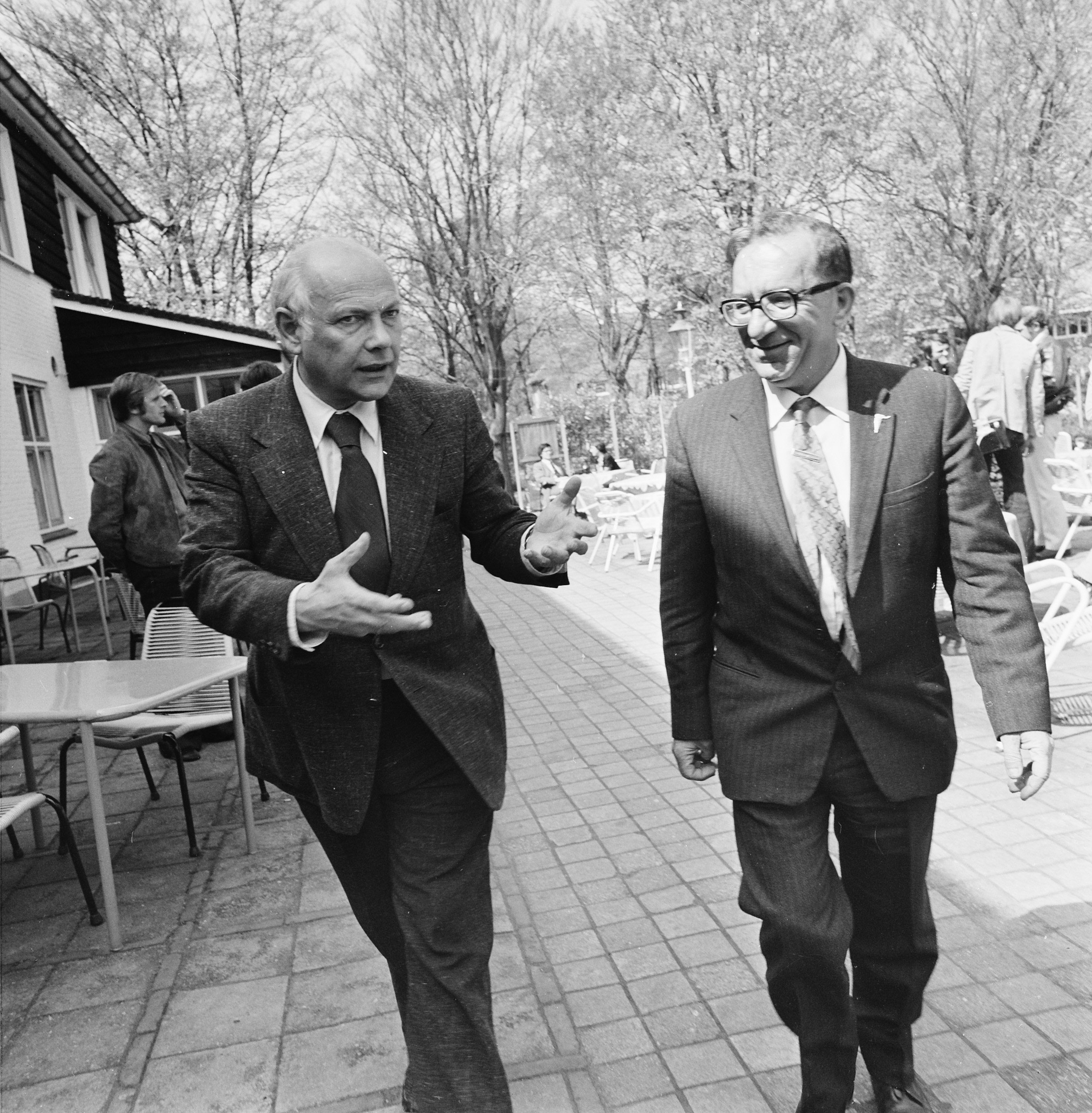
Mintoff com o primeiro-ministro holandês Joop den Uyl em Haia em 1974

Depois que as tentativas iniciais de Mintoff de integração com a Grã-Bretanha não tiveram sucesso, ele renunciou em 1958 e se tornou um defensor estridente da descolonização e da independência.  Ao regressar ao poder em 1971, começou imediatamente a renegociar o acordo de defesa de Malta com a Grã-Bretanha.  As difíceis negociações com a Grã-Bretanha, que mais tarde resultaram na saída das forças britânicas em 1979 e nas perdas de rendas daí resultantes, foram acompanhadas por uma política de temeridade da Guerra Fria, que viu Mintoff procurar jogar os rivais uns contra os outros e olhar cada vez mais para leste e sul, cortejando Mao Tsé-Tung, Kim Il-sung, Nicolae Ceaușescu e Muammar Gaddafi. 
Relatórios da CIA recentemente desclassificados mostram os receios dos Estados Unidos de que um governo liderado por Mintoff em Malta possa fazer com que o país caia sob a esfera de influência soviética.  Mintoff opôs-se à adesão de Malta à UE e à zona euro, preocupando-se com o estatuto de Malta como país constitucionalmente neutro. 

## Pós-aposentadoria (1998–2012)
Após sua aposentadoria da política parlamentar, o envolvimento de Mintoff na vida pública foi apenas ocasional. Ele fez algumas aparições na campanha do referendo sobre a adesão de Malta à UE e, com a substituição de Alfred Sant em 2008, houve alguma reaproximação com o Partido Trabalhista. 

## Vida pessoal
Em 22 de novembro de 1947, Mintoff casou-se com Moyra de Vere Bentinck (11 de julho de 1918 - 16 de dezembro de 1997), filha do tenente-coronel Reginald Bentinck, de linhagem nobre holandesa e britânica, relacionada pela linha Cavendish-Bentinck à rainha Elizabeth II.    O casal se casou na igreja paroquial de Bir id-Deheb (Nossa Senhora da Misericórdia), uma pequena capela do século XIX nos arredores de Żejtun. O reitor da capela era o cônego Ġwann Vella, amigo de Mintoff.   Eles se conheceram durante seus estudos em Oxford. O casal teve duas filhas, Anne e Yana. Yana, membro do Partido Socialista dos Trabalhadores, adquiriu breve notoriedade em 1978 quando bombardeou a câmara da Câmara dos Comuns do Reino Unido com esterco em protesto contra a presença militar britânica na Irlanda do Norte. 

## Morte
Mintoff foi levado ao hospital em 18 de julho de 2012.  Mais tarde, ele recebeu alta em 4 de agosto e passou seu 96º aniversário em casa   onde morreu em 20 de agosto.  Ele recebeu um funeral de estado do Governo de Malta em 25 de agosto. 

## Legado

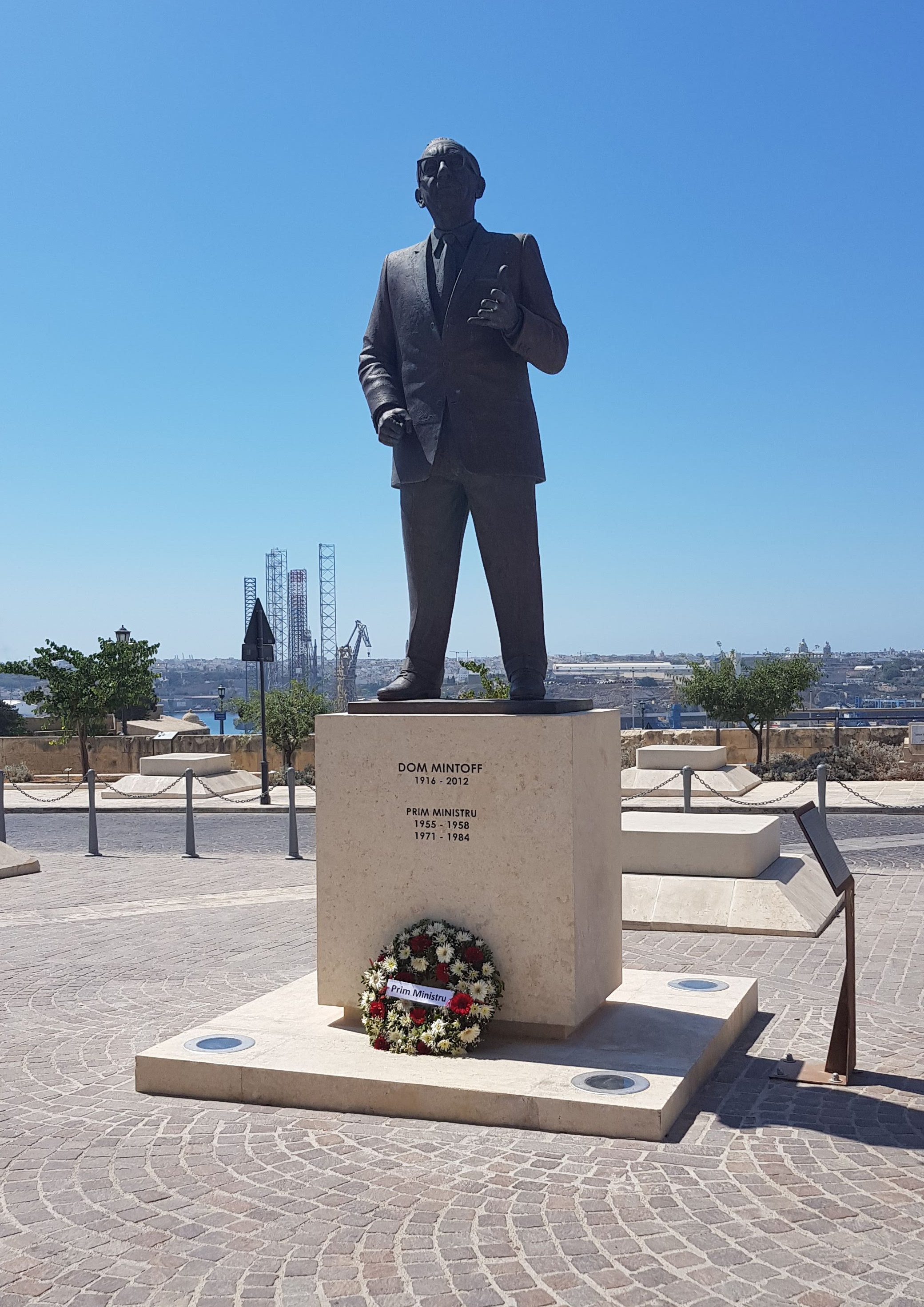
Monumento a Mintoff na Praça Castille em Valeta

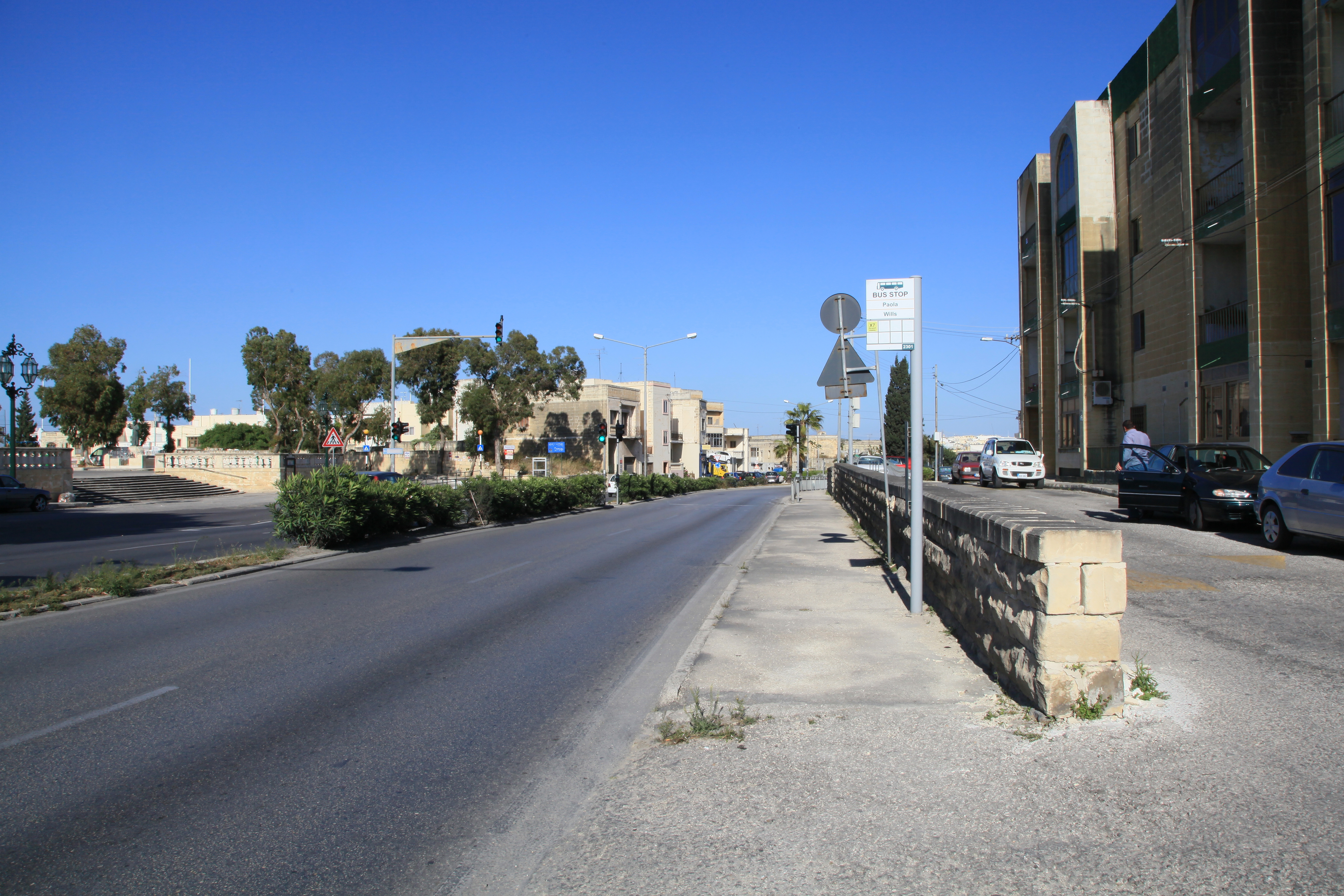
Dom Mintoff Road em Paola

Enquanto gerações de apoiadores leais continuam a dar crédito a Mintoff pela introdução de benefícios sociais como o subsídio para crianças, pensões de dois terços, salário mínimo e habitação social, bem como a criação da Air Malta, Sea Malta, a separação entre igreja e estado e o fim de 200 anos de domínio colonial britânico, os críticos apontam para seu legado divisivo e a violência e a agitação que caracterizaram seu período no cargo. Os críticos de Mintoff também apontaram que um culto generalizado à personalidade foi mantido após sua morte, principalmente dentro do Partido Trabalhista.
O legado de Mintoff em Malta é extremamente aparente, sendo o primeiro-ministro com o maior período de governo na história maltesa e supervisionando a transição de Malta de uma colônia britânica para uma república neutra a alinhada ao socialismo.   Assim, a estrutura jurídica e social moderna de Malta foi desenvolvida sob o governo trabalhista.
Mintoff foi fundamental para o desenvolvimento da constituição maltesa e para o desenvolvimento da política externa maltesa, na qual Malta foi membro do Movimento Não Alinhado e priorizou boas relações com o Segundo e Terceiro Mundo.   O moderno sistema de saúde nacionalizado em Malta foi igualmente criado sob Mintoff, assim como o moderno sistema de habitação maltês.   Mintoff é também lembrado de forma controversa como um socialista autoritário que dominou a estrutura do governo maltês. 
A economia de Malta, uma nação de rendimentos relativamente elevados com uma economia de bem-estar altamente avançada, e os subsídios foram transferidos sob Mintoff.  Sob Mintoff, as reformas linguísticas viram um aumento de escolas que ensinavam maltês, o que conseguiu reviver a língua do declínio anterior da era colonial.  
Em 2013, a praça principal em frente à igreja de Nossa Senhora da Misericórdia em Bir id-Deheb, Żejtun (onde Dom e Moyra Mintoff se casaram) foi renomeada Praça Dom Mintoff. 
Uma estátua de Mintoff foi inaugurada em sua cidade natal, Cospicua, em 12 de dezembro de 2014, projetada pelo artista Noel Galea Bason. 
Em março de 2016, Corradino Road (em maltês:  Triq Kordin) em Paola foi renomeada para Dom Mintoff Road (em maltês:  Triq il-Perit Dom Mintoff).  Outras estradas foram posteriormente renomeadas em sua homenagem em Bormla e Marsa. Outra rua com o nome de Mintoff está localizada na capital de Gozo, Rabat. Em agosto de 2016, um monumento a Mintoff foi inaugurado no Jardim Chinês da Serenidade em Santa Luċija.  Muitas placas e monumentos comemorando vários aniversários de sua liderança no Partido Trabalhista podem ser encontrados em Malta, principalmente perto de clubes atuais ou antigos do Partido Trabalhista.
Em maio de 2018, uma segunda estátua de Mintoff foi inaugurada na Praça Castille, em Valletta, em frente ao gabinete do Primeiro-ministro.  
Em maio de 2019, um jardim em Paola foi renomeado Jardim Dom Mintoff após extensas obras de reabilitação.  Em agosto de 2019, um salão foi renomeado em homenagem a Mintoff no Ministério das Relações Exteriores em reconhecimento às suas contribuições para a política externa maltesa. 
Em junho de 2023, uma terceira estátua de Mintoff foi inaugurada pelo Conselho Local de Paola no Jardim Dom Mintoff, projetada pelo renomado escultor Alfred Camilleri Cauchi.  

## Prêmios e honrarias

### Honras nacionais
- Companheiro de Honra da Ordem Nacional do Mérito (1990; por direito como ex-primeiro-ministro de Malta)
- Medalha do Septuagésimo Quinto Aniversário da Reintrodução do Autogoverno de Malta (1996)
- Medalha do Cinquentenário da Independência de Malta (2014; póstuma)

### Honrarias estrangeiras
- Bolsa de Estudos Rhodes (1937)[12]
- Ordem da República da Líbia (1971)
- Grande Cordão da Ordem da República da Tunísia (1973)
- Grande Cordão da Ordem de Ouissam Alaouite (1978)[57]
- Prêmio Internacional Al-Gaddafi para os Direitos Humanos (2008)[58]

## Biografia

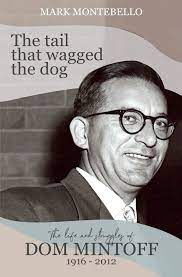
The Tail That Wagged The Dog: The life and struggles of Dom Mintoff (1916-2012) por Mark Montebello (2021)

Em maio de 2021, a primeira biografia totalmente pesquisada de Mintoff foi lançada em Malta.  The Tail That Wagged The Dog: The life and struggles of Dom Mintoff (1916-2012), escrito e publicado em inglês por Mark Montebello, foi publicado pela SKS Publications, uma filial do Partido Trabalhista de Malta,  que encomendou o livro.  Embora inicialmente bem recebido pelo primeiro-ministro Robert Abela, o líder do partido,  ele mais tarde repudiou a biografia,  embora o livro não tenha sido impedido de ser vendido pela editora.  A vacilação deveu-se principalmente ao facto de os filhos de Mintoff se terem dissociado da publicação.    O autor defendeu firmemente sua obra.   Com sete anos de produção,  o livro de 640 páginas foi, no entanto, aclamado positivamente pelos críticos,      e até mesmo pré-selecionado para o prêmio nacional do livro. 